# Venskabstal
To forskellige heltal er venskabstal, hvis summen af det ene tals divisorer er lig med det andet tal og omvendt. I denne sammenhæng medregner man ikke tallet selv som divisor.
De mindste venskabstal er 220 og 284 og blev fundet af Pythagoras. Idet 220 = 2² × 5 × 11 og 284 = 2² × 71
Altså er 1, 2, 4, 5, 10, 11, 20, 22, 44, 55 og 110 de ægte divisorer i 220 og summen af disse tal er 284.
Ligeledes er 1, 2, 4, 71, 142 de ægte divisorer i 284 og summen af disse tal er 220.
Der er klart at i et par af venskabstal må det ene tal være defektivt, og det andet excessivt.
Den arabiske matematiker Tahib ibn Qurra (826-901) fandt at venskabstal kunne genereres ved følgende formel. Hvis
p = 3 × 2n-1 - 1,
q = 3 × 2n - 1,
r = 9 × 22n-1 - 1,
hvor n er et heltal > 1 og p, q og r er primtal, så er 2npq 
og 2nr venskabstal.
Denne formel genererer bl.a. venskabstallene (220, 284) for n = 2 og (17296, 18416) for n = 4. 
Den schweiziske matematiker Leonhard Euler har generaliseret formlen, men der findes også venskabstal som ikke udfylder disse formler f.eks. (1184, 1210) og (6232, 6368). 
(1184,1210) er de næstmindste venskabstal, som først blev fundet i 1867 af den 16 årige italiener ved navn Nicolò Paganini.